# Igreja Matriz de Martim Longo
A Igreja Matriz de Martim Longo, igualmente conhecida como Igreja de Nossa Senhora da Conceição, é um templo cristão que serve a freguesia de Martim Longo do Município de Alcoutim, no Distrito de Faro, em Portugal.
A Igreja Matriz de Martim Longo está classificada como Imóvel de Interesse Público desde 1967.

## Caracterização
A sua construção terminou em 1554, com o fim das obras da capela-mor, sendo, assim, uma das mais antigas igrejas no concelho. Dedicada a Nossa Senhora da Conceição, apresenta, no interior, uma pintura na parede do cruzeiro da nave da epístola, única sobrevivente de um conjunto de pinturas, uma colecção de imaginária de temática religiosa, e várias colunas com capitéis de forma tronco-piramidal invertida, de influência bizantina. A sacristia alberga o mais importante arquivo existente no concelho.